# 사계 (아르침볼도)
사계(이탈리아어: Quattro stagioni, 영어: The Four Seasons) 또는 계절은 1563년~1573년 이탈리아 르네상스 후기 화가 주세페 아르침볼도가 그린, 총 4점으로 구성된 그림 연작이다.
사계절을 하나의 초상화로 가정하고, 각 계절에 맞는 식물과 과일로 사람의 형상을 재구성한 작품이다. 1569년 신성로마제국 황제 막시밀리안 2세에게 바쳐졌으며 이후로 여러 사본이 제작되었다.

## 상세

### 제작
주세페 아르침볼도는 1569년 1월 신성로마제국 황제 막시밀리안 2세에게 새해 문안과 함께 이 그림과 《사원소》를 바쳤다. 제목에서 알 수 있듯 봄, 여름, 가을, 겨울의 사계절마다 열리는 과일, 채소, 식물로 사람의 형상을 만들어 초상화 형식으로 그린 작품이다. 그림과 함께 조반니 바티스타 폰테오 (1546년~1580년)의 시가 적혀 있어, 그림 속의 알레고리적 의미를 해설하였다.
그림을 선물받고 마음에 들어한 막시밀리안 2세는 1571년 축제에서 궁정 식구들과 함께 그림과 비슷하게 차려입었다는 기록이 전해진다. 그리고 아르침볼도에게 사본을 그리게 하여 주변인들에게 선물용으로 보내기도 하였다.
원본 그림 가운데 현존하는 것은 〈겨울〉과 〈여름〉 뿐이며 모두 오스트리아 빈 자연사 박물관에 소장되어 있다. 프랑스 루브르 박물관 소장본은 막시밀리안 2세가 작센 선제후 아우구스투스에게 보낸 것으로 사계절이 모두 전해지고 있으며, 원본에는 없는 꽃무늬 틀이 새겨져 있다. 스페인 마드리드 산페르난도 왕립 미술 학교 소장본은 펠리페 2세에게 선물된 사본으로 4점 가운데 〈봄〉이, 미국 덴버 미술관 소장본은 4점 가운데 〈가을〉이 전해지고 있다.

### 해석
《사계》 연작은 《사원소》라는 제목의 또다른 연작과 유사한 구성을 취하고 있다. 두 연작 모두 동일한 작품수로 이루어져 있으며, 그림의 소재도 서로 맞물려 있는데, 이를테면 〈공기〉 - 〈봄〉, 〈불〉 - 〈여름〉, 〈땅〉 - 〈가을〉, 〈물〉 - 〈겨울〉로 연결되는 식이다. 이들 소재를 짝지음으로서 사계절의 혼돈 속에서 합스부르크가가 조화와 영광을 가져온다는 연결된 주제를 형성하고 있다.
20세기 초에는 아르침볼도가 밀라노에서 활동할 당시 레오나르도 다 빈치가 그린 캐리커처 스케치를 접하고, 그에 대한 '섬뜩한 조롱'으로서 이 작품을 그렸다는 해석이 제기되기도 했다. 다만 두 작가 사이의 연관성이 불분명하고, 설령 다빈치의 작품을 접한 것이 사실이라 하더라도, 단순히 두상을 그렸다는 것만으로 다빈치로부터 영감을 얻었다고 보기는 힘들다는 반박도 존재한다.

## 작품 목록

### 봄

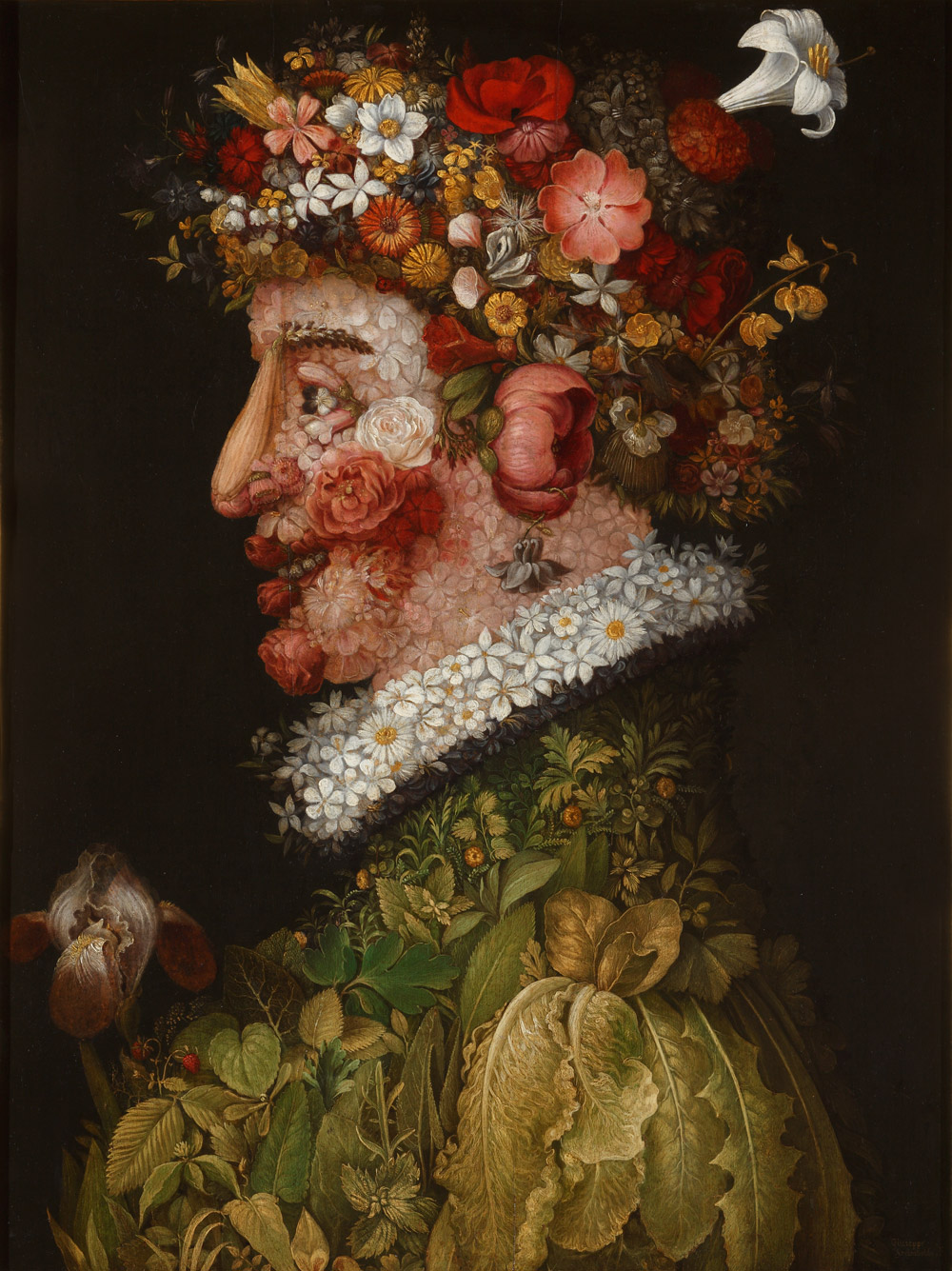
〈봄〉, 1563년. 66 x 50cm. 산페르난도 왕립 미술학교 소장.

〈봄〉은 다채로운 꽃으로 이루어진 여성이 왼쪽을 바라본 초상화이다. 그림 전체가 꽃으로 이루어져 있으며, 얼굴과 입술의 피부색은 장미 꽃잎과 새싹, 머리카락은 다채롭고 무성한 꽃다발, 눈은 벨라돈나풀 열매로 되어 있다. 목에는 데이지꽃으로 목걸이를 장식하였고, 몸체는 다양한 모양의 나뭇잎이 무성하게 뒤덮여 있다.
아르침볼도는 황제가 수집하던 특이한 종의 동식물을 재빨리 눈에 담아 화폭에 옮길 수 있었다. 이런 재능과 더불어 밀라노 현지에서 익힌 자연주의적 묘사로 작품을 완성시켰다. 그림 전체에 등장하는 식물은 대략 80종에 달하는 것으로 집계된다.

### 여름

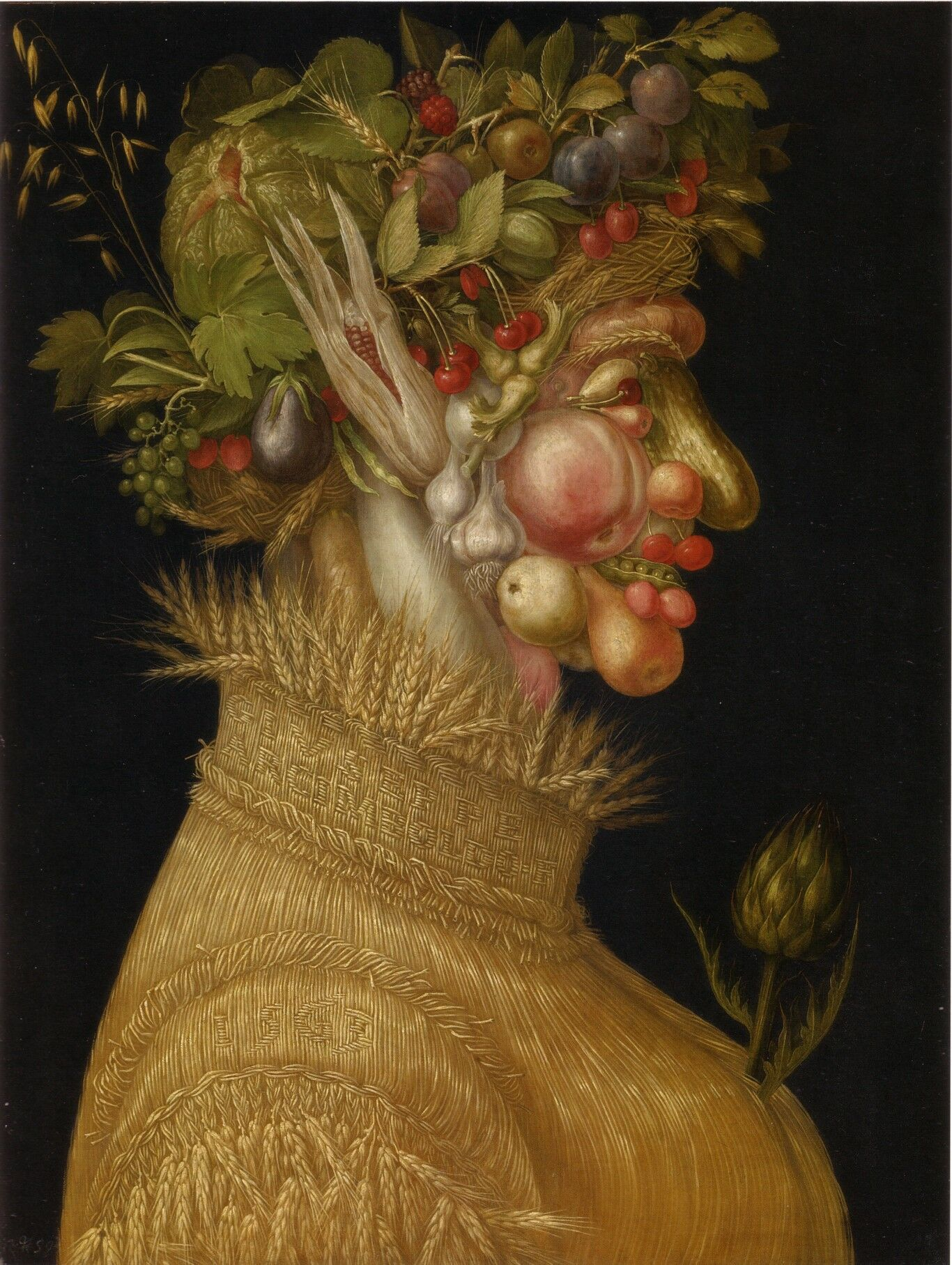
〈여름〉, 1563년. 67 x 50.8cm. 빈 자연사 박물관 소장.

〈여름〉도 여성의 모습을 그린 초상화로 추정되지만, 〈봄〉과는 달리 오른쪽을 바라보고 있으며, 꽃이 아니라 과일과 채소로 이루어져 있다. 머리 가장자리에는 체리가 달려 있으며 볼에는 복숭아, 코는 오이, 귀는 가지, 눈썹은 밀이삭으로 이루어졌다. 드레스는 밀짚으로 만들어진 모습이다. 가슴에는 아티초크 하나가 튀어나와 있다.
루브르 박물관에 소장된 사본에는 옷깃 밑에 'GIUSEPPE ARCIMBODO F' (주세페 아르침볼도 그림)이란 글귀가, 어깨에는 1563년이라는 연도가 적혀 있다.

### 가을

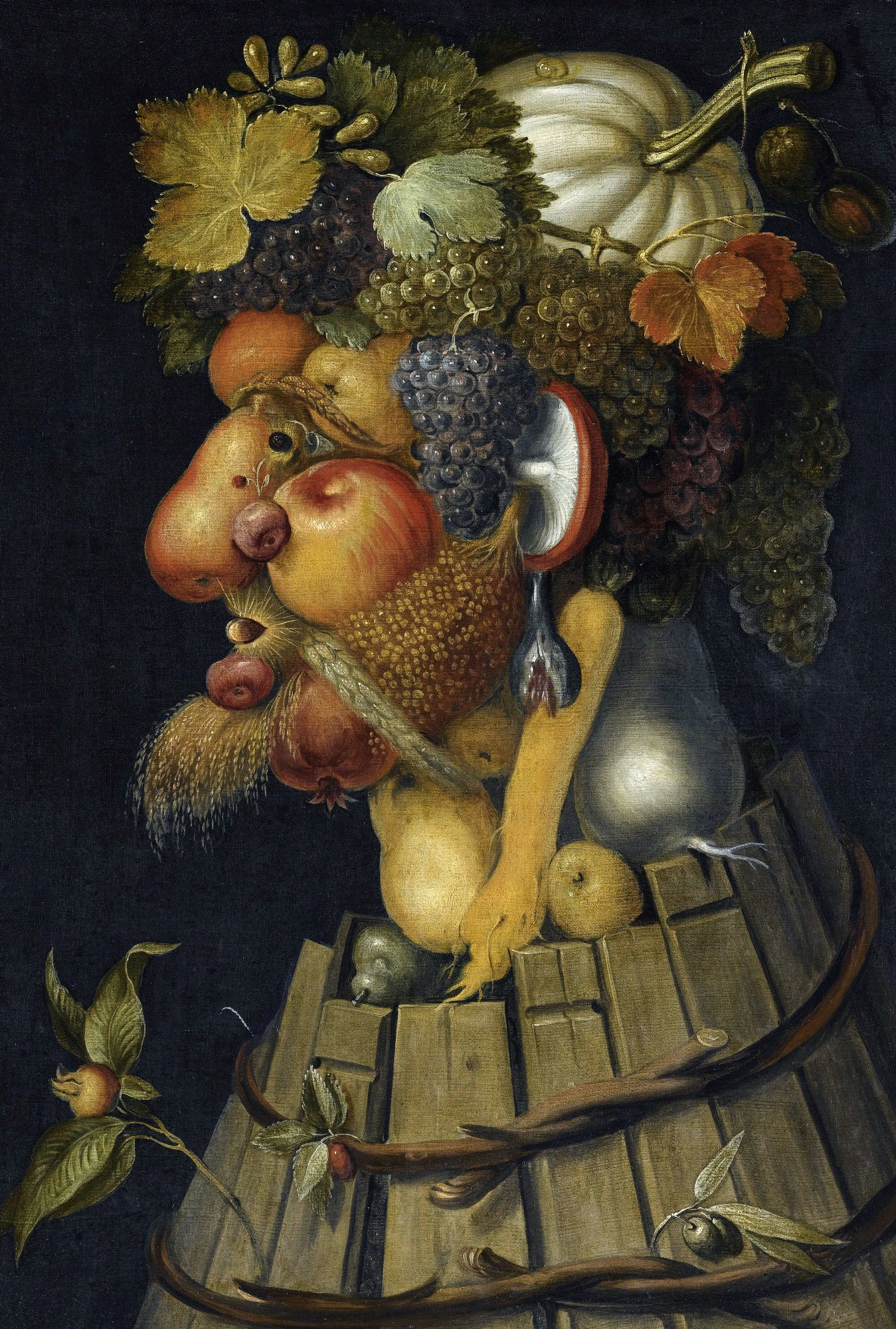
〈가을〉, 1572년. 91.4 x 70.2cm. 덴버 미술관 소장.

〈가을〉은 왼쪽을 바라보는 거친 이목구비의 늠름한 남자로 표현하였다. 목덜미는 배 두 개와 야채로 이루어져 있으며 살짝 부서진 나무통이 상체를 차지하고 있다. 나무 칸막이는 버드나무 가지로 묶여 있다.
얼굴은 사과와 배로 이루어져 있으며 뺨과 코가 특히 두드러져 있다. 턱은 석류, 귀는 버섯으로 이루어져 있으며 무화과로 된 귀걸이를 하고 있다. 입술과 입은 밤으로 만들어졌고, 머리카락은 포도송이와 호박 윗부분으로 이루어졌다.
1563년 원본은 소실되었지만 덴버 미술관에 소장된 사본이 원본과 가장 가까운 것으로 평가받고 있다. 루브르 소장본은 덴버 미술관 소장본보다 훨씬 인상이 밝고 부드러운 모습이다.

### 겨울

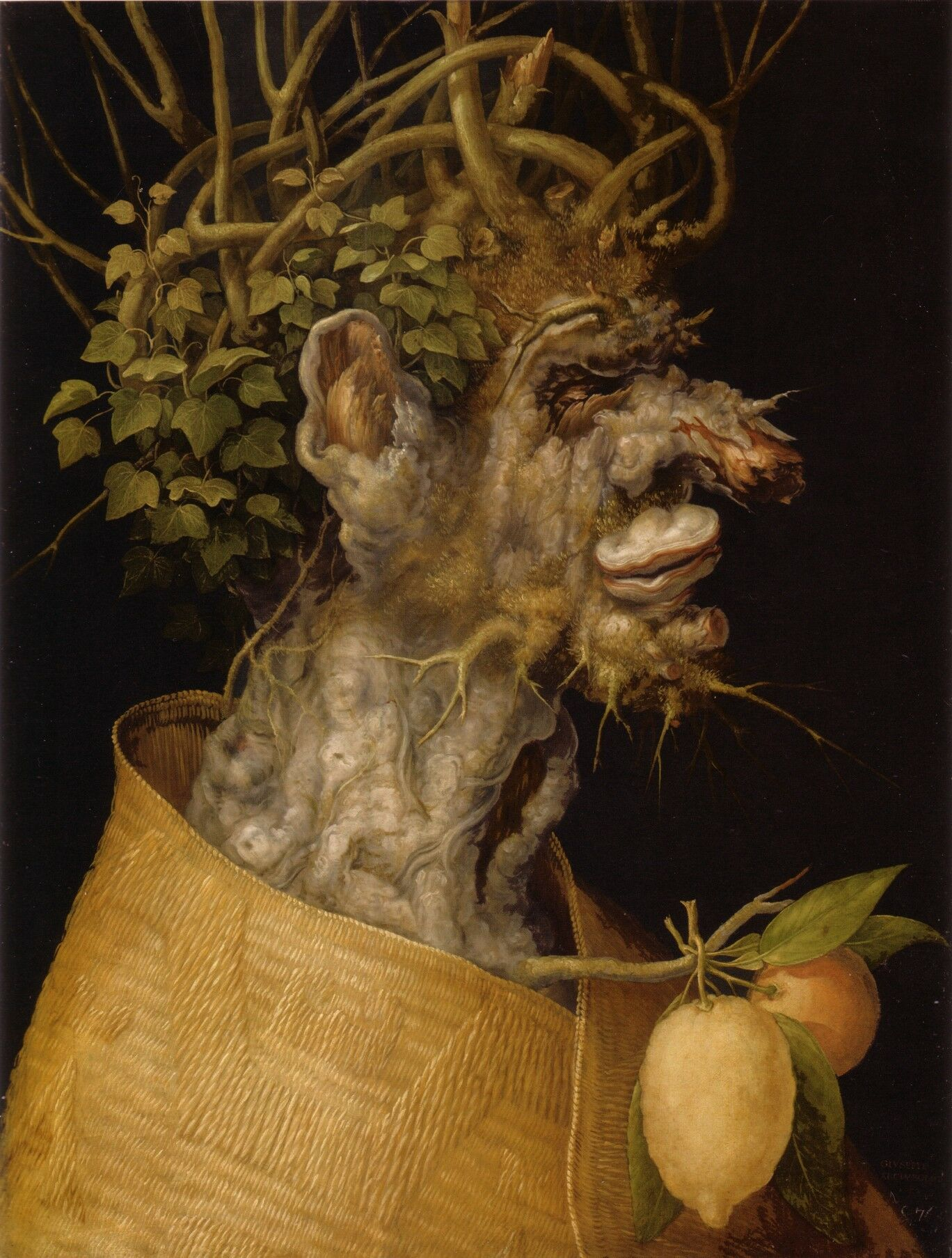
〈겨울〉, 1563년. 66.6 x 50.5cm. 빈 자연사 박물관 소장.

〈겨울〉은 주름이 자글자글한 노인으로 표현되며 나무 한 토막으로 노년의 인상을 표현하였다. 작은 가지와 뿌리로 얇고 듬성듬성한 수염을 표현하였으며, 나무 사이에 난 버섯 두 개로 입을 나타냈다. 눈은 통나무에 난 검은 틈이며, 귀는 부러진 가지의 단면으로 되어 있다. 머리카락에는 가지가 얽혀 있고 조그마한 나뭇잎이 달려 있다. 남자의 가슴 쪽 가지에 달린 레몬과 오렌지만이 그림에 활기를 불어넣고 있다. 겨울철 이탈리아에서 나는 과일은 감귤류가 유일하기 때문이다.
남자의 옷은 밀짚으로 만든 장판이다. 원본에는 M자와 왕관이 새겨진 망토를 걸친 모습인데, 이 그림을 전해받았던 막시밀리안 2세 황제를 염두에 둔 표현이다. 로마력에서 한 해의 첫 번째 계절이자 4계절 중 가장 중요한 계절로 인식됐던 겨울은 동시대 유럽인들 사이에서 신성로마제국 황제와 더욱 직접적으로 연관되어 있었다.